# Alexandre Dugaigneau de Champvallins
Alexandre du Gaigneau de Champvallins est un homme politique français né le 6 février 1786 à Orléans dans l'ancienne province de l'Orléanais dans le royaume de France et décédé le 25 février 1860 à Orléans dans le département du Loiret.

## Biographie
Alexandre du Gaigneau de Champvallins nait le 6 février 1786 à Orléans dans l'ancienne province de l'Orléanais dans le royaume de France sous le règne de Louis XVI. Il est le fils d'Alexandre Charles du Gaigneau, seigneur de Champvallins, conseiller du roi et du duc d'Orléans, maître particulier des eaux et forêts du duché d'Orléans, et de Marie Félicité Tassin de Villepion (sœur d'André-Louis-Marie Tassin de Nonneville). 
Il épouse Pauline de Saint-Mesmin, fille de Léon de Saint-Mesmin, brigadier des gardes du corps du roi, chevalier de Saint-Louis, et de Marie Jeanne de Loynes.
Magistrat, il est nommé conseiller à la cour d'appel d'Orléans en 1814.
Il est fait chevalier de l'ordre royal de la Légion d'honneur en 1823 sous le règne de Louis XVIII.
Il est élu à la suite des élections législatives de 1827 et exerce la fonction de député du Loiret au cours de la VIe législature de la Restauration du 24 novembre 1827 au 16 mai 1830. Il siège avec les royalistes constitutionnels.
Président de chambre à la Cour d'appel d'Orléans en 1829, il est remplacé et admis à la retraite en septembre 1830.
Il meurt sous le Second Empire, le 25 février 1860 à Orléans dans le département du Loiret à l'âge de 74 ans.

## Pour approfondir